# Йоанн Катлін
Йоанн Катлін (фр. Yoann Cathline, нар. 22 липня 2002, Шампіньї-сюр-Марн) — французький футболіст, півзахисник нідерландського клубу «Утрехт».

## Клубна кар'єра
Народився 22 липня 2002 року в місті Шампіньї-сюр-Марн. Вихованець юнацьких команд футбольних клубів «Шампіньї», «Кретей», «Торсі» та «Генгам». У дорослому футболі дебютував 2020 року виступами за резервну команду «Генгама», в якій провів один сезон, взявши участь у 8 матчах чемпіонату. Наступного року дебютував і у основній команді «Генгама», де зіграв 25 матчів у Лізі 2.
5 вересня 2022 року Катлін приєднався до «Лор'яна», підписавши п'ятирічний контракт. Відіграв за команду з Лор'яна наступний сезон своєї ігрової кар'єри. Більшість часу, проведеного у складі «Лор'яна», був основним гравцем команди, після чого на сезон 2023/24 клуб віддав його в оренду у «Алмере Сіті» з Ередивізі, а у наступному сезоні його знову віддали в оренду, цього разу до «Утрехта». Катлін відіграв за команду з Утрехта 25 матчів в національному чемпіонаті у сезоні 2024/25, після чого підписав з командою повноцінний контракт.

## Виступи за збірну
2021 року дебютував у складі юнацької збірної Франції (U-20), загалом на юнацькому рівні взяв участь у 8 іграх, відзначившись 2 забитими голами.

## Статистика виступів

### Статистика клубних виступів
Станом на 1 серпня 2025
| Сезон              | Команда            | Чемпіонат          | Чемпіонат | Чемпіонат | Національний кубок | Національний кубок | Національний кубок | Континентальні кубки | Континентальні кубки | Континентальні кубки | Інші змагання | Інші змагання | Інші змагання | Усього | Усього |
| Сезон              | Команда            | Ліга               | Ігор      | Голів     | Ліга               | Ігор               | Голів              | Ліга                 | Ігор                 | Голів                | Ліга          | Ігор          | Голів         | Ігор   | Голів  |
| ------------------ | ------------------ | ------------------ | --------- | --------- | ------------------ | ------------------ | ------------------ | -------------------- | -------------------- | -------------------- | ------------- | ------------- | ------------- | ------ | ------ |
| 2021–22            | «Генгам»           | Л2                 | 20        | 1         | КФ                 | 2                  | 0                  | -                    | -                    | -                    | -             | -             | -             | 22     | 1      |
| лип.-вер. 2022     | «Генгам»           | Л2                 | 5         | 0         | КФ                 | 0                  | 0                  | -                    | -                    | -                    | -             | -             | -             | 5      | 0      |
| Усього за «Генгам» | Усього за «Генгам» | Усього за «Генгам» | 25        | 1         |                    | 2                  | 0                  |                      | -                    | -                    |               | -             | -             | 27     | 1      |
| вер. 2022–23       | «Лор'ян»           | Л1                 | 23        | 1         | КФ                 | 3                  | 2                  | -                    | -                    | -                    | -             | -             | -             | 26     | 3      |
| 2023–24            | «Алмере Сіті»      | Е                  | 28        | 4         | КН                 | 3                  | 2                  | -                    | -                    | -                    | -             | -             | -             | 31     | 6      |
| 2024–25            | «Утрехт»           | Е                  | 25        | 6         | КН                 | 4                  | 0                  | -                    | -                    | -                    | -             | -             | -             | 31     | 6      |
| Усього за кар'єру  | Усього за кар'єру  | Усього за кар'єру  | 101       | 12        |                    | 12                 | 4                  |                      | -                    | -                    |               | -             | -             | 113    | 16     |